# Никольский сельский совет (Днепропетровская область)
Никольский сельский совет (укр. Микільська сільська рада) — входит в состав
Солонянского района
Днепропетровской области
Украины.
Административный центр сельского совета находится в 
с. Никольское-на-Днепре.

## Населённые пункты совета
- с. Никольское-на-Днепре
- с. Звонецкое
- с. Звонецкий Хутор
- с. Алексеевка
- с. Орехово